# Korspel
Korspel is een dorp en een parochie in Beverlo, een deelgemeente van de Belgische stad Beringen. Het dorp telt zowat 2000 inwoners.
Korspel ligt ten oosten van het centrum van Beverlo en het wordt ervan gescheiden door spoorlijn 15 van Hasselt naar Mol. In het noorden vormt de Grote Laak de grens met Heppen en Leopoldsburg, in het oosten grenst Korspel aan Hechtel en in het zuiden aan het gehucht Stal van Koersel.
De grote heidevlakte ten oosten van de bebouwde kom van Korspel maakt deel uit van het militaire Kamp van Beverlo.

## Geschiedenis
Beverlo was een Loonse heerlijkheid en maakte samen met Oostham en Kwaadmechelen deel uit van de Land van Ham. Er vormden zich in de loop der tijden geleidelijk aan naast de hoofdkern Beverlo nog twee andere woonkernen: Heppen en Korspel die elk een eigen jaarlijks verkozen burgemeester leverden.
Bij het ontstaan van de gemeenten in 1795 bleven beiden bij Beverlo behoren. In 1835 werd het militaire Kamp van Beverlo opgericht waarvoor grote delen van het heidegebied rond Korspel gebruikt werd. Omdat de bevolking snel groeide in het Kamp werd in 1850 de gemeente Bourg-Léopold, het latere Leopoldsburg, opgericht. Ook Heppen splitste zich af van Beverlo en werd een zelfstandige gemeente. Korspel bleef echter een gehucht van Beverlo.
In 1878 werd de spoorlijn van Hasselt naar Mol aangelegd. Het bevolkingsaantal van Korspel begon te stijgen en de roep naar een eigen schooltje werd steeds groter. In 1901 werd een eerste schooltje gebouwd dat al spoedig te klein bleek zijn. In 1917 werd daarom besloten dat de jongens in Korspel mochten blijven en dat de meisjes terug in Beverlo les moesten gaan volgen. Dit zou zo blijven tot in 1932 toen de Korspelse meisjesschool geopend werd.
In 1931 werd te Korspel een zelfstandige parochie opgericht, toegewijd aan het Heilig Hart. In 1934 werd de Heilig-Hartkerk ingewijd.
Door de nabijheid van de steenkoolmijn van Beringen bleef Korspel groeien en breidden zowel de meisjes- als de jongensschool verder uit. In 1975 fuseerden beide scholen maar het zou nog tot 1995 duren eer ze samen les konden volgen in een nieuw gebouw.

## Bezienswaardigheden
- De Sint-Antoniuskapel uit 1680 bevindt zich aan de Kroonstraat. Het is een eenvoudig rechthoekig witgekalkt gebouwtje onder zadeldak. De kapel bevat een houten retabel uit 1525 met voorstellingen van de Passie van Christus. Verder een 14e-eeuws Mariabeeld en een Sint-Antoniusbeeld van omstreeks 1600.
- De Heilig-Hartkerk uit 1934, een bakstenen zaalkerk met aangebouwde, vierkante toren. Ontwerper was de Maaseikse architect Karel Gessler.

## Verkeer
Tussen de kernen van Korspel en Beverlo ligt het Station Beverlo.
Deelgemeenten: Beringen · Beverlo · Koersel · Paal

Overige kernen: Beringen-Mijn · Brelaar-Heide · Korspel · Stal · Tervant

Belgische gemeenten · Arrondissement Hasselt · Limburg · Vlaanderen